# 尼克·斯威姆
尼克·斯威姆（英語：Nick Swinmurn），是Zappos的創辦人於1999年創立了這家公司。

## 早年生活和教育
斯威姆出生於英國，七歲時移居美國，在加利福尼亞州灣區長大。他的父親是一名工程師，母親是一名教師。他畢業於洛斯阿爾托斯高中，並於1995年獲得加州大學聖巴巴拉分校的電影研究學位。大學畢業後，斯威姆最初在聖貝納迪諾牛仔節小聯盟棒球隊從事門票銷售工作，後來又在聖地牙哥教士隊從事門票銷售工作。隨後他回到北加州並在Autoweb.com工作，該公司的創始人「一切皆有可能」的態度激勵了他。他於1998年離開 Autoweb，並考慮了其他選擇，例如為學生經營入口網站，但最終決定創辦Zappos。
斯威姆作為 Silicon Graphics 的承包商，為一家最初名為 Shoesite.com 的線上鞋店籌集資金。1999年，他創辦了Zappos。
斯威姆於2006年離開 Zappos。他還創立了 Dethrone Royal，該公司現在由他的兄弟 Dan 擁有，專門為綜合格鬥愛好者提供服務。
斯威姆曾是金州勇士隊所有權集團的成員。他還擁有伯林格姆龍足球俱樂部。